# Minucia inconspicua
Minucia inconspicua är en fjärilsart som beskrevs av W. Warren 1913. Minucia inconspicua ingår i släktet Minucia och familjen nattflyn. Inga underarter finns listade i Catalogue of Life.